# Campeonato Europeo de Saltos de 2009
El I Campeonato Europeo de Saltos se celebró en Turín (Italia) entre el 1 y el 5 de abril de 2009 bajo la organización de la Liga Europea de Natación (LEN) y la Federación Italiana de Natación.
Las competiciones de realizaron en la Piscina Stadio Monumentale de la ciudad piamontesa.

## Resultados

### Masculino
| Evento                          | Oro                                                | Plata                                             | Bronce                                                     |
| ------------------------------- | -------------------------------------------------- | ------------------------------------------------- | ---------------------------------------------------------- |
| Trampolín 1 m (01.04)           | Ilia Kvasha · Ucrania · 420,90 pts.                | Christopher Sacchin · Italia · 418,55 pts.        | Pavlo Rozemberg · Alemania · 405,20 pts.                   |
| Trampolín 3 m (02.04)           | Alexandr Dobroskok · Rusia · 482,75                | Ilia Kvasha · Ucrania · 475,90                    | Michele Benedetti · Italia · 447,75                        |
| Plataforma 10 m (05.04)         | Alexéi Kravchenko · Rusia · 521,75                 | Dmitri Dobroskok · Rusia · 493,30                 | Patrick Hausding · Alemania · 466,00                       |
| Trampolín 3 m sincro. (03.04)   | Ilia Kvasha · Olexi Prygorov · Ucrania · 422,31    | Ilia Zajarov · Gleb Galperin · Rusia · 418,87     | Nicola Marconi · Tommaso Marconi · Italia · 407,19         |
| Plataforma 10 m sincro. (04.04) | Sasha Klein · Patrick Hausding · Alemania · 474,06 | Oleg Vikulov · Alexéi Kravchenko · Rusia · 440,52 | Olexandr Bondar · Olexandr Gorshrovozov · Ucrania · 406,23 |

### Femenino
| Evento                          | Oro                                                   | Plata                                                   | Bronce                                                 |
| ------------------------------- | ----------------------------------------------------- | ------------------------------------------------------- | ------------------------------------------------------ |
| Trampolín 1 m (03.04)           | Tania Cagnotto · Italia · 290,90 pts.                 | Maria Marconi · Italia · 280,20 pts.                    | Katia Dieckow · Alemania · 267,65 pts.                 |
| Trampolín 3 m (04.04)           | Tania Cagnotto · Italia · 345,85                      | Olena Fedorova · Ucrania · 334,25                       | Katia Dieckow · Alemania · 317,20                      |
| Plataforma 10 m (01.04)         | Yulia Koltunova · Rusia · 331,35                      | Nora Subschinski · Alemania · 318,50                    | Brooke Graddon Reino Unido 317,70                      |
| Trampolín 3 m sincro. (05.04)   | Tania Cagnotto · Maria Dallapè · Italia · 317,40      | Katia Dieckow · Nora Subschinski · Alemania · 312,60    | Olena Fedorova · Alevtina Koroliova · Ucrania · 301,38 |
| Plataforma 10 m sincro. (02.04) | Yulia Koltunova · Natalia Goncharova · Rusia · 315,78 | Nora Subschinski · Josephine Möller · Alemania · 296,28 | Helen Galashan Carol Galashan Reino Unido 291,96       |

## Medallero
| Núm. | País        | Oro | Plata | Bronce | Total |
| ---- | ----------- | --- | ----- | ------ | ----- |
| 1    | Rusia       | 4   | 3     | 0      | 7     |
| 2    | Italia      | 3   | 2     | 2      | 7     |
| 3    | Ucrania     | 2   | 2     | 2      | 6     |
| 4    | Alemania    | 1   | 3     | 4      | 8     |
| 5    | Reino Unido | 0   | 0     | 2      | 2     |
|      | TOTAL       | 10  | 10    | 10     | 30    |